# Hong Soon-hwa
Hong Soon-hwa Koreaans: 홍 순화 (3 juni 1968) is een voormalig Zuid-Koreaans professioneel tafeltennisster. Ook wel bekend als Hong Sun-hwa. Haar achternaam is Hong.
Ze nam namens haar land deel aan de Olympische Zomerspelen 1992 maar won er geen medailles.

## Belangrijkste resultaten
- WK
  -  Zilver met het team in 1987 in New Delhi.
  -  Zilver met het team in 1989 in Dortmund.
  -  Brons met het team in 1993 in Göteborg.